# Juan Manuel Lemoine
El Dr. Juan Manuel Lemoine (o Lemoyne) fue uno de los principales impulsores de la Revolución de Chuquisaca del 25 de mayo de 1809, como parte de la Guerra de Independencia de Bolivia.

## Biografía
El día en que estalló la revuelta, para convocar al pueblo se tocó a rebato las campanas de las iglesias principales: Juan Manuel Lemoine forzó sable en mano la resistencia de los frailes del Templo de San Francisco y consiguió acceder a su campana que tocó hasta rajarse, la cual es denominada por esa razón y desde entonces Campana de la Libertad, en tanto que el francés José Sivilat y un sirviente de Jaime de Zudáñez hicieron lo propio en la catedral. Al sonido de las campanas acudió aún más gente y Mariano Michel Mercado, trabuco en mano, envió a los jóvenes a tañer las campanas de las restantes iglesias. 
Tras el éxito del movimiento se organizaron cuerpos armados en su defensa al mando de Juan Antonio Álvarez de Arenales. El III regimiento de Plateros fue puesto al mando de Juan Manuel Lemoine) mientras que el I, Infantería, al mando de Joaquín Lemoine, su hermano.
Con el objetivo disimulado de fomentar la independencia y el formal de transmitir sus leales intenciones para con Fernando VII y llevar a cabo tareas encomendadas por la Audiencia se enviaron emisarios a distintas ciudades, entre los que se contaba Joaquín Lemoine quien con Eustaquio Moldes partió a Santa Cruz de la Sierra.
Fracasado el levantamiento, Juan Manuel Lemoine pudo evitar las posteriores represalias y se refugió finalmente en Santa Cruz de la Sierra.
Producidos en Buenos Aires los sucesos del 25 de mayo de 1810, regresó a Santa Cruz como enviado del nuevo gobierno el capitán Eustaquio Moldes quien junto con Juan Manuel Lemoine fomentaron la adhesión del vecindario al gobierno revolucionario.
Al conocerse el avance patriota empezaron a estallar nuevos movimientos que adherían a la Junta de Buenos Aires. El 14 de septiembre de 1810 se produjo la revolución de Cochabamba mientras que Moldes y Lemoine, junto al doctor cruceño Antonio Vicente Seoane, Melchor Guzmán Quitón (llegado de Cochabamba), José Andrés Salvatierra y el teniente coronel Antonio Suárez proclamaron la independencia del Consejo de Regencia de España del territorio de Santa Cruz de la Sierra el 24 de septiembre de 1810 y formaron junta reconociendo al gobierno revolucionario, de la que participaron Juan Manuel Lemoine y el enviado de la Primera Junta de Buenos Aires, Eustaquio Moldes. El 6 de octubre se pronunció también Oruro y el 14 de octubre tras la victoria rebelde en la Batalla de Aroma se cerraba el cerco en la retaguardia realista.
En 1811 Lemoine fue enviado como gobernador a Chiquitos pero tras la victoria realista en la batalla de Huaqui del 20 de junio de 1811, el teniente coronel José Miguel Becerra avanzó sobre Santa Cruz de la Sierra con el auxilio del comandante luso-brasileño Luiz d'Albuquerque de Mello e Cáceres, quien invadió Chiquitos y Cordillera con lo que se restauró el precario dominio realista en esos territorios entre agosto y septiembre de ese año.
Lemoine consiguió reunirse con las fuerzas patriotas, conservándose numerosa correspondencia del año 1812 con Manuel Belgrano, el nuevo comandante del Ejército del Norte.